# Almost a Dance
Almost a Dance is het tweede officiële album van Nederlandse band The Gathering.
Het album werd opgenomen in 1993, met een andere bezetting dan tegenwoordig. De zang werd gedaan door Niels Duffhues, die sindsdien de band verliet. Na het debuutalbum Always... is de muziekstijl wel wat veranderd. Zo zo zijn er geen grunts meer te horen, alleen mannelijke zang.

## Nummers
- 1 On a wave - 5:53
- 2 The blue vessel – 6:04
- 3 Her last flight – 8:47
- 4 The sky people – 4:27
- 5 Nobody dares – 3:32
- 6 Like fountains – 7:41
- 7 Proof – 6:18
- 8 Heartbeat amplifier – 4:43
- 9 A passage to desire – 6:44

## Bezetting
Line-up ten tijde van Almost a Dance:
- Niels Duffhues - Zang
- Jelmer Wiersma - elektrische en akoestische gitaar
- René Rutten - elektrische en akoestische gitaar
- Frank Boeijen - Keyboards
- Hugo Prinsen Geerligs - Basgitaar, fluit
- Hans Rutten - Drums
- Martine van Loon - Zang